# جندها
جندها (بالإنجليزية: Gandha) معنى الاسم هو (الرائحة). هي إلهة في البوذية اللامية في التبت، وهي في الديانة اللامية Lamaism واحدة من مجموعة الماثوراس Maturas (الأمهات). اللون المفضل عندها هو اللون الأخضر.